# (3914) Kotogahama
(3914) Kotogahama est un astéroïde de la ceinture principale.

## Description
(3914) Kotogahama est un astéroïde de la ceinture principale. Il fut découvert le 16 septembre 1987 à Geisei par Tsutomu Seki. Il présente une orbite caractérisée par un demi-grand axe de 3,01 UA, une excentricité de 0,08 et une inclinaison de 9,3° par rapport à l'écliptique.

## Compléments